# Парк имени Тараса Шевченко (Нежин)
Парк имени Тараса Шевченко — парк в Нежине. Площадь — 6 га.

## История
В 1884 году было выделено под Николаевский парк 8,8 десятин пустыря по Киевской улице (ныне Шевченко) — бывшей Ярмарочной площади. Но из-за нехватки средств тогда в 1894-1896 годы были засажены только 3,5 десятин садовником И. Ф. Оузким. В 1894 году территория парка была ограждена. Высаживали клён, каштан, граб, ясень, липа, тополь (пирамидальный, серебристый, канадский). В 1906 году на территории парк сооружено помещение Нежинского летнего театр (Киевская, дом № 12), где гастролировали Заньковецкая, Садовский, Саксаганский и другие.
В 1917 году парк получил современное название — в честь украинского поэта Тараса Григорьевича Шевченко.
Летний театр был разрушен во время Великой Отечественной войны в 1942 году. В послевоенные годы дополнительно были высажены деревья, открыт летний театр. Работали аттракционы, спортивный комплекс.
Предполагается обновление парка.

## Описание
Парк ограничивают улицы Шевченко и Кушакевичей (Лащенко), территория Нежинского агротехнического института НУБиП.
В 1991 году в парке установлен Памятник Т. Г. Шевченко — памятник монументального искусства местного значения.